# Marina Person
Marina Izaura Jeha Person (São Paulo, 15 de fevereiro de 1969) é uma atriz, cineasta e apresentadora brasileira de ascendência libanesa. Foi VJ da MTV Brasil entre 1995 e 2011. Fez o "Cinedrops" na Rádio Eldorado, boletins diários que falam de música e cinema, e "O Papel da Vida" no Canal Brasil. Foi contratada em 2011 pelos canais TV Cultura, Glitz* e Canal Brasil. Marina apresentou o programa Metrópolis, na TV Cultura, junto a Adriana Couto, Manuel da Costa Pinto e Cunha Jr entre 2012 e 2015.  Também apresentou programas no Canal Brasil e Arte1. Desde 2014 vem se dedicando à direção de audiovisual. Em 2015, Marina lançou seu primeiro longa-metragem de ficção intitulado "Califórnia".
Em Streaming dirigiu episódios para a segunda e terceira temporada de De Volta aos 15 na Netflix, que traz no elenco Maisa Silva, Larissa Manoela, João Guilherme, Klara Castanho e  João Sem Deus, para o Canal Brasil e Globoplay, que traz Marco Nanini, Bianca Comparato, Karine Teles e Antonio Saboia no elenco.

## Biografia
Depois de trabalhar na produção do Cine MTV em seu antigo formato durante três anos, Marina passou à frente das câmeras, apresentando seu próprio programa em 1995. Desde então, apresentou diversos programas na casa, como os extintos Supernova, Piores Clipes do Mundo, Contato e Meninas Veneno, que em 2002 ganhou o prêmio de melhor programa do ano da Associação Paulista dos Críticos de Arte (APCA).
Em Los Angeles, Marina cobriu por vários anos a cerimônia de premiação de cinema da MTV americana, o MTV Movie Awards, entrevistando nomes do cinema hollywoodiano como Cameron Diaz, Samuel L. Jackson, Katie Holmes, Courteney Cox Arquette e Jennifer Love Hewitt, entre outros.
No ano de 2000, com exclusividade, a popstar Madonna entrou para lista de entrevistados da VJ, que inclui nomes como Francis Ford Coppola e Jon Landau, produtor de Titanic.
Formada em Cinema pela ECA e filha do cineasta e diretor teatral paulista Luís Sérgio Person, e da cineasta Regina Jehá. Irmã de Domingas Person, Marina já trabalhou como operadora de som, cinegrafista e diretora em diversos filmes de curta e longa-metragem, como Capitalismo Selvagem, de André Klotzel, e Perfume de Gardênia, de Guilherme de Almeida Prado, entre outros.
Em 1996, escreveu e dirigiu o curta-metragem Almoço Executivo, em parceria com Jorge Espírito-Santo, que recebeu os prêmios de Melhor Direção nos Festival de Gramado, Rio Cine 96 e Guarnicê do Maranhão (Menção Honrosa) em 1997.
Na TV Cultura, em 2003, ela apresentou parcialmente seu projeto mais ousado: Person - um cineasta de São Paulo, que reunia depoimentos de amigos, estudiosos e os de seus próprios familiares, na tentativa de realizar um mosaico sobre a figura do pai.
Em 1º de abril de 2006 estreou em São Paulo, no festival É Tudo Verdade, a versão final deste projeto que, depois de oito anos, se tornou um documentário de 73 minutos sobre a vida e a obra de Luiz Sérgio Person (São Paulo, Sociedade Anônima e O Caso dos Irmãos Naves) resgatando a importância do cineasta, que embora seja reconhecida no meio artístico, ainda não é muito familiar ao grande público. O documentário traz a reconstituição da história de Person através da viagem pessoal de suas filhas, Marina e Domingas, e da mãe Regina Jeha. Entrevistando amigos, familiares e pessoas que trabalharam com Person, ela busca descobrir algo além de datas e dados biográficos. Eva Wilma, Antunes Filho, Zé do Caixão, Paulo Goulart, Ney Latorraca, Paulo José e Jorge Ben Jor são alguns dos entrevistados. Ainda em 2006, faz uma pequena participação no filme o casamento de romeu e julieta interpretando uma reporter.
Em janeiro de 2011, a MTV anuncia a saída de Marina Person da emissora. Após 18 anos, a morena disse que queria se ocupar com projetos pessoais além do cinema.
Em 2015 lança seu longa-metragem de ficção "Califórnia" que estreou mundialmente no Festival de cinema de Rotterdam e participou do Festival do Rio, da Mostra Internacional de Cinema, e Tribeca, Malmø, entre outros.
Em 2016 estreou como protagonista em Canção da Volta, longa dirigido por Gustavo Rosa de Moura, com João Miguel no elenco.
Em 2020 fez a curadoria do Drive-in Paradiso, que exibiu filmes brasileiros num cinema a céu aberto durante a pandemia.
Em 2021 estreou na HBO a série documental "Rompendo o Silêncio" , dirigida por Marina e Giuliano Cedroni, com cinco episódios sobre violências cometidas nas universidades brasileiras. Também produz o longa-metragem "Ela e Eu", uma coprodução Mira Filmes com a FOX Brasil, estrelando Andréa Beltrão, Du Moscovis, Karine Teles, Lara Tremouroux.
Em abril de 2011 é anunciada seu contrato com a TV Cultura. A apresentadora comandou o Cultura Retrô até abril de 2012.
Desde 2011 apresenta também Em maio de 2011, é também anunciado seu contrato com o canal Glitz*, antigo canal Fashion TV Brasil para apresentar o programa Cine Glitz*.
Em maio de 2012, a TV Cultura anuncia que ela apresentará o programa Metrópolis aos domingos (a partir de 27 de maio de 2012).
Em 2013, lançou seu canal no YouTube, o Marinando, onde ensina receitas saudáveis.
Em julho de 2015, Marina Person deixa a TV Cultura após não ter seu contrato renovado.
Em outubro de 2016, é anunciada como nova apresentadora do programa Magazine, no Arte 1, fruto da parceria do The New York Times com o Grupo Bandeirantes.

## Carreira

### Televisão
| Ano           | Título                                  | Emissora     |
| ------------- | --------------------------------------- | ------------ |
| 1995-1999     | Cine MTV                                | MTV Brasil   |
| 1995          | MTV Video Music Brasil (Programa anual) | MTV Brasil   |
| 1996          | MTV Movie Awards (Programa anual)       | MTV Brasil   |
| 1999          | Piores Clipes do Mundo                  | MTV Brasil   |
| 2001-2004     | Meninas Veneno                          | MTV Brasil   |
| 2003-2006     | Megaliga MTV de VJs Paladinos           | MTV Brasil   |
| 2004-2010     | Top Top MTV                             | MTV Brasil   |
| 2005          | Balela MTV                              | MTV Brasil   |
| 2006-2007     | Neura MTV                               | MTV Brasil   |
| 2007          | Casal Neura                             | MTV Brasil   |
| 2007-2009     | MTV +                                   | MTV Brasil   |
| 2010          | Notícias MTV                            | MTV Brasil   |
| 2010          | Viva! MTV                               | MTV Brasil   |
| 2011          | Cultura Retrô                           | TV Cultura   |
| 2012-2015     | Metrópolis                              | TV Cultura   |
| 2011-2012     | Cine Glitz*                             | Glitz*       |
| 2011-Presente | O Papel da Vida                         | Canal Brasil |
| 2013          | Back Track                              | VH1 Brasil   |
| 2016          | Magazine                                | Arte 1       |

### Cinema
| Ano  | Título                                                               | Papel       |
| ---- | -------------------------------------------------------------------- | ----------- |
| 2005 | Bens Confiscados                                                     |             |
| 2005 | Mais Uma Vez Amor                                                    | Vizinha Lia |
| 2005 | Robôs                                                                | Cappy (voz) |
| 2006 | O Casamento de Romeu e Julieta                                       | Repórter    |
| 2007 | Person (documentário sobre o seu pai, o cineasta Luís Sérgio Person) |             |
| 2015 | Califórnia                                                           | Diretora    |
| 2016 | Canção da Volta                                                      | Julia       |